# أسامة الصغير
أسامة الصغير (بالفرنسية: Oussama Sghaier) ولد في 20 يوليو 1983 في تونس العاصمة. هو سياسي تونسي وقيادي في حزب حركة النهضة ذات الاتجاه الإسلامي.

بعد الثورة التونسية، انتخب في انتخابات 23 أكتوبر 2011 في المجلس الوطني التأسيسي عن دائرة إيطاليا الانتخابية، وبعد ذلك كنائب في مجلس نواب الشعب بعد انتخابات 26 أكتوبر 2014 عن النهضة في نفس الدائرة.

## السيرة الذاتية
ولد أسامة الصغير في 20 يوليو 1983 في تونس العاصمة. عند وصول زين العابدين بن علي للحكم عبر انقلاب 7 نوفمبر 1987، اضطر والد أسامة الصغير على مغادرة البلاد رفقة عائلته لانتمائه السياسي.

قضى أسامة 17 سنة في إيطاليا كلاجئ سياسي، وعاد إلى تونس في 2011 إثر الثورة التونسية.

تحصل عند إقامته في إيطاليا على الإجازة في العلوم السياسية والعلاقات الدولية الدبلوماسية من جامعة روما سابينزا. من جهة أخرى قام بتأسيس رفقة آخرين اتحاد الشباب المسلم بإيطاليا، والذي انتخب رئيسا له. كان إلى جانب ذلك عضوا في المجلس الشبابي للتعددية الدينية والثقافية لدى وزارة الداخلية الإيطالية ووزارة الشباب. كما شارك، كممثل عن نفس المجلس، في لجنة المدارس والقضايا القانونية لدى وزارة التربية الإيطالية دعما لحوار الثقافات والديانات.

## المسار السياسي
إنضم أسامة الصغير لحركة النهضة ذات التوجه الإسلامي وهو قيادي فيها، وعمل كمشراف على خطة الإعلام والاتصال بالحركة وناطقا رسميا باسمها في 19 مايو 2015 وكذلك ناطقا رسميا باسم المؤتمر العاشر للحركة الذي انعقد في مايو 2016. 

بعد الثورة التونسية في 2011، انتخب في انتخابات 23 أكتوبر 2011 في المجلس الوطني التأسيسي عن دائرة إيطاليا الانتخابية وفاز بمقعد ممثلا عن النهضة. في المجلس كان عضوا في لجنة السلطة التنفيذية والسلطة التشريعية والعلاقة بينهما (وهي لجنة تأسيسية في الدستور الجديد)، وعضو في لجنة فرز الترشحات لعضوية الهيئة العليا المستقلة للانتخابات (لجنة خاصة) وكذلك في لجنة فرز الترشحات لعضوية هيئة الحقيقة والكرامة المتعلقة بالعدالة الانتقالية. عمل أسامة الصغيرسنة 2012 كمستشار سياسي لدى وزير الخارجية التونسي السابق رفيق عبد السلام.

بعد ذلك انتخب كنائب في مجلس نواب الشعب بعد انتخابات 26 أكتوبر 2014 عن نفس الدائرة الانتخابية. شغل أسامة الصغير في العهدة النيابية لمجلس نواب الشعب 2014/2019 اللجان التالية:
لجنة المالية والتخطيط والتنمية من فيفري 2015 إلى سبتمبر 2016 
لجنة شهداء الثورة وجرحاها وتنفيذ قانون العفو العام والعدالة الانتقالية من ماي 2015 إلى سبتمبر 2016
لجنة الأمن والدفاع من أكتوبر 2016 إلى نوفمبر 2017 
لجنة التحقيق حول شبكات التجنيد التي تورطت في تسفير الشباب التونسي إلى مناطق القتال من فيفري 2017 إلى أكتوبر2018 
لجنة تنظيم الإدارة وشؤون القوات الحاملة للسلاح من أكتوبر 2017 إلى أكتوبر 2018 
لجنة شؤون التونسيين بالخارج رئيسا من نوفمبر 2017 إلى أكتوبر 2018 
لجنة التحقيق بخصوص تصنيف تونس ملاذا ضريبيا من فيفري 2018 إلى أكتوبر 2018 
وانطلاقا من يوم من 18 أكتوبر 2017 إلى يوم 28 نوفمبر 2019 شغل أسامة الصغير مساعد الرئيس المكلّف بالعلاقات مع المواطن ومع المجتمع المدني صلب مكتب مجلس نواب الشعب 
وفي انتخابات 6 أكتوبر 2019، تم انتخاب أسامة الصغير عضوا في مجلس نواب الشعب عن دائرة إيطاليا عن حزب حركة النهضة. وقد قضى الدورة النيباية الأولى مساعدا لرئيس المجلس مكلفا بالعلاقة مع المواطن ومع المجتمع المدني. لتخلفه في المهمة بعد ذلك النائبة عن نفس الحزب جميلة دبش الكسيكسي
ومن يوم 20 أكتوبر 2020، يشغل عضوا بلجنة الحصانة والنظام الداخلي والقوانين البرلمانية والقوانين الانتخابية وعضوا أيضا بلجنة التونسيين بالخارج.
وفي يوم 8 ديسمبر 2020، تعرض أسامة الصغير لحادثة عنف سياسي من قبل مجموعات يسارية حاولت اقتحام مجلس نواب الشعب.

## مقالات ذات صلة
- حركة النهضة (تونس)

## روابط خارجية
- السيرة الذاتية لأسامة الصغير على موقع مرصد المجلس الوطني التأسيسي التابع لمنظمة البوصلة.
- السيرة الذاتية لأسامة الصغير على موقع مرصد مجلس نواب الشعب التابع لمنظمة البوصلة.